# Beteitiva
Beteitiva là một thị xã và đô thị ở Departamento của Colombia Boyacá, thuộc tỉnh Valderrama một phân vùng của Boyaca.
Thể loại:Thành phố, thị xã ở Boyacá Department]]